# Gare remiere di Livorno
Le gare remiere di Livorno sono competizioni che si svolgono tra i vari rioni della città. 

## Le manifestazioni
Ogni anno si tengono quattro manifestazioni remiere tra i rioni della città:
- sera del 21 maggio: Giostra dell'Antenna (nel Porto Mediceo);
- seconda domenica di giugno: Coppa Risi'atori (dalla Torre della Meloria agli "scali Novi Lena");
- ultimo sabato di giugno: Coppa Barontini (a cronometro, in notturna, lungo i fossi della città);
- seconda domenica di luglio: Palio Marinaro (tratto di mare di fronte alla Terrazza Mascagni).

## Le cantine remiere

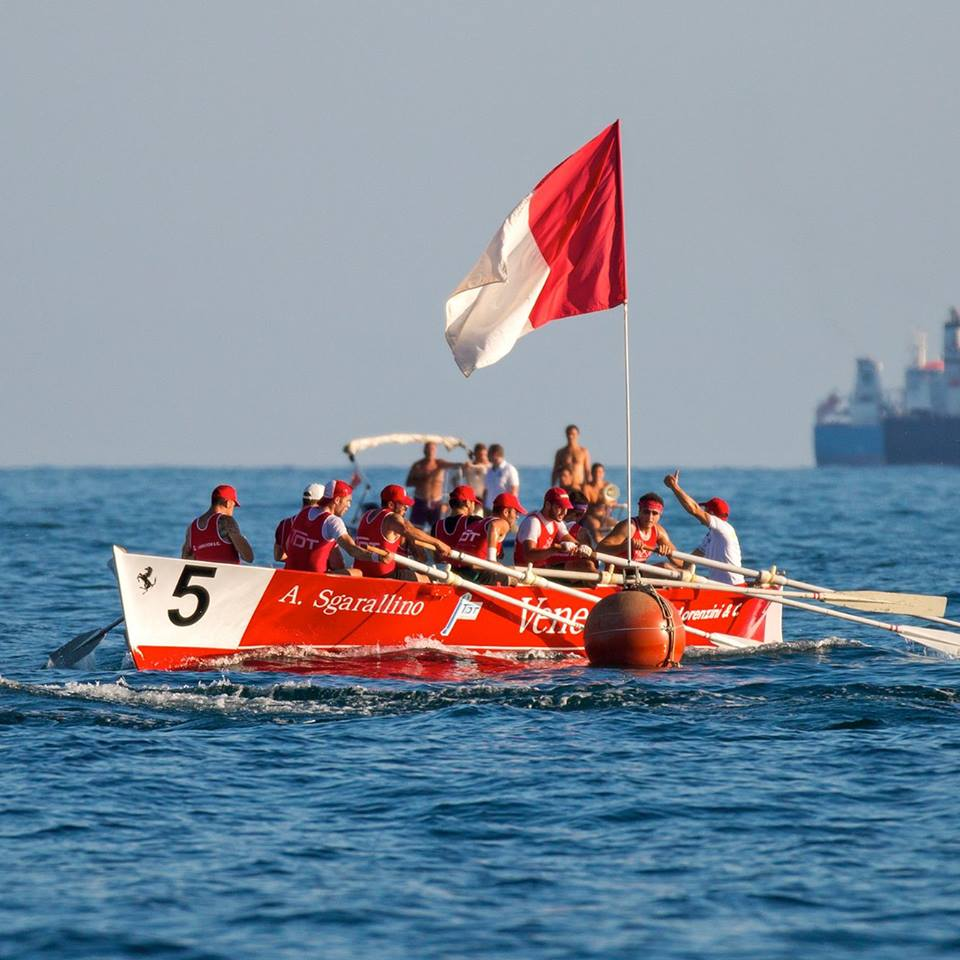
Equipaggio del rione Venezia durante una gara remiera

Le cantine remiere sono associazioni livornesi, ognuna legata a un rione, e rappresentano il punto di ritrovo di appassionati e vogatori locali che difendono l'onore del relativo rione in diverse manifestazioni remiere che si tengono lungo i fossi medicei o in mare aperto. Le cantine che gareggiano per le gare remiere sono otto:
- Ardenza: quartieri Ardenza, Antignano, Montenero, Quercianella;
- Borgo: quartiere Borgo Cappuccini;
- Ovo Sodo: quartiere Benci-Centro città;
- Labrone: quartieri Corea, Cigna, Sorgenti, Shangai-Filzi e Torretta;
- Pontino: quartiere Pontino zona nord-ovest della città, tra la Fortezza Nuova e le Mura Leopoldine;
- Salviano: quartieri Salviano, Collinaia, La Leccia, La Scopaia, Valle Benedetta, Colline, Coteto e Stazione;
- San Jacopo: quartieri San Jacopo in Acquaviva e Fabbricotti;
- Venezia: quartiere Venezia Nuova.

## Giostra dell'Antenna
La gara viene effettuata all'interno della Darsena del porto di Livorno. Generalmente la manifestazione si svolge la sera del 21 maggio in occasione della vigilia della festa del Santo patrono di Livorno (Santa Giulia).
La Giostra dell'Antenna essendo di origini molto antiche è inserita nell'albo delle rievocazioni storiche della Regione Toscana.
La gara è molto diversa dalle altre competizioni remiere: infatti i vogatori dopo aver percorso il quadrilatero ideale (formato dai controventi Grecale, Scirocco, Libeccio e Maestrale) di circa 600 metri, lasciano a un montatore il compito di risalire l'antenna d'acciaio di 12 metri dove sventola un drappo chiamato "cencio". Il primo che riesce ad appropriarsene vince la gara.
Partecipano alla competizione tutte le otto cantine remiere che vengono suddivise in due semifinali di quattro imbarcazioni ciascuna: ogni imbarcazione parte da una delle quattro boe che segnalano il controvento. Nella semifinale in cima all'antenna vengono posti due "cenci" e le prime due squadre che riescono ad appropriarsene accedono alla finale. Nella finale il "cencio" che decreta il vincitore è soltanto uno.
Fino al 2014 veniva svolta sia la gara delle gozzette a 4 remi sia quella dei gozzi a 10 remi. Attualmente si svolge soltanto quella a 10 remi.

### Storia
Le origini della competizione sono anteriori alla fondazione della città di Livorno. Nel XV secolo la Giostra dell'Antenna celebrava la festa della Madonna; negli anni successivi divenne un evento di folclore e spettacolo. La fama della gara varcò i confini locali anche perché i premi in palio per i vincitori erano di notevole valore: spade, cappelli, stoffe, oltre al drappo rosso simbolico. 
Nel 1605, Ferdinando I fece disputare una gara tra galere da guerra per inaugurare i nuovi fossi livornesi, mentre nel 1612, la regata si svolse davanti alla Fortezza Vecchia in onore del cardinale Taverna. La regata più famosa in assoluto è quella del 21 maggio 1766, per festeggiare l’arrivo in città del Granduca Leopoldo. Per l’occasione fu organizzata una vera e propria festa dell’acqua con tanto di cerimonie e allestimento di palchi e tribune nel porto mediceo. L'evento è il soggetto di un dipinto realizzato lo stesso anno dal pittore toscano Tommaso Gherardini. Il dipinto è esposto nella sala consiliare del Comune di Livorno ed è stato ripreso anche da un’incisione di Giuseppe Maria Terreni. 
Tra il settecento e l’ottocento la gara si svolgeva l’8 settembre nelle acque interne del porto di Livorno. L’evento sportivo aveva caratteristiche diverse da quelle moderne: si sfidavano solo quattro imbarcazioni, una gialla, una rossa, una verde e una celeste, ed era ancora prevista l’antenna vera e propria, dove il montatore doveva arrampicarsi.
La competizione si svolse fino al 1867 con continuità, ad eccezione di guerre o epidemie, ma venne abolita in seguito ad un incidente ad un montatore. Nel 2005, dopo quasi 150, anni la Giostra dell’Antenna è stata ripresa con regole diverse. Nel 2015 due competizioni identiche, il Palio dell’Antenna e la Coppa Santa Giulia, vennero unite sotto il nome che adesso rappresenta la gara ovvero Giostra dell’Antenna.

### Il luogo: la Darsena Nuova
La Darsena Nuova, o Darsena del Cantiere, insieme alla Darsena Vecchia e al Porto Mediceo compone il porto di Livorno. La Darsena nuova è situata nel quartiere di Borgo Cappuccini ed è il punto d’arrivo di un’altra gara remiera, la Coppa Risiatori. La Darsena nuova fu convertita nella seconda metà dell’ottocento da zona ospedaliera a cantiere navale, in concessione ai fratelli Orlando che operarono cambiamenti strutturali alla zona rinnovandola: da qui il nome Darsena Nuova. Durante la manifestazione vengono allestite tribune sul lungomare ma gli spettatori si distribuiscono anche nelle cantine collocate al livello del mare, sui ponti e su imbarcazioni private. L'evento è accompagnato da musica, luci e fuochi d’artificio finali.

### Albo d'oro
|            | Numero di vittorie |
| ---------- | ------------------ |
| Venezia    | 6                  |
| Pontino    | 3                  |
| Salviano   | 2                  |
| Borgo      | 1                  |
| Ovo Sodo   | 1                  |
| San Jacopo | 1                  |
| Ardenza    | 0                  |
| Labrone    | 0                  |

|            | Numero di vittorie |
| ---------- | ------------------ |
| Ardenza    | 5                  |
| Borgo      | 1                  |
| Labrone    | 1                  |
| Salviano   | 1                  |
| San Jacopo | 1                  |
| Ovo Sodo   | 0                  |
| Pontino    | 0                  |
| Venezia    | 0                  |

## Coppa Risi'atori
La Coppa Risi'atori è una gara remiera che si svolge in mare aperto a Livorno solitamente nel mese di giugno.
È una gara di fondo (7600 m) nella quale le imbarcazioni devono effettuare un percorso che parte dalla Torre della Meloria (rappresentante l'ingresso del porto) per poi tornare nei fossi della città, sugli scali Novi Lena, all'interno del rione Borgo Cappuccini.
Fino al 2015 veniva svolta sia la gara dei gozzi a 10 remi sia quella delle gozzette a 4 remi: quest'ultima prevedeva un percorso più breve (2500 m) dalla diga della Vegliaia fino allo stesso arrivo delle imbarcazioni a 10 remi. Attualmente si svolge soltanto quella a 10 remi.

### Storia
La Coppa Risi'atori (il nome deriva da Risicatori, con l'eliminazione della consonante occlusiva sorda intervocalica, conformemente alla pronuncia livornese) nasce nel 1978 dalla volontà di Tito Neri di dedicare una competizione sportiva agli scaricatori di porto livornesi, divenuti col tempo figure quasi epiche nei racconti cittadini. I risicatori erano portuali di diverse compagnie che, a bordo di gozzi, sfidavano le intemperie per accaparrarsi l'esclusività dello scarico delle merci di una nave commerciale. Spesso queste competizioni si trasformavano in vere e proprie sfide e le navi venivano quasi abbordate dai Risicatori, che nel tempo assunsero una figura più simile a quella di pirati che a quella di commercianti. La competizione moderna e le sue regole, a più di 40 anni dalla sua fondazione, sono mutate, ma la Coppa Risi'atori resta gara remiera più lunga e faticosa.

### Il luogo: la torre della Meloria
Il punto di partenza della gara, che si sviluppa dal mare aperto fino alle coste del porto livornese, è la Torre della Meloria. Il percorso della Coppa Risicatori lascia la baia della torre della Meloria per avvicinarsi alla costa livornese, fino a giungere nella darsena dove è collocato il traguardo.

### Albo d'oro
|            | Vittorie | Secondo posto | Terzo posto |
| ---------- | -------- | ------------- | ----------- |
| Venezia    | 18       | 6             | 9           |
| Borgo      | 7        | 7             | 8           |
| Salviano   | 5        | 4             | 3           |
| Pontino    | 5        | 3             | 4           |
| Ovo Sodo   | 3        | 13            | 6           |
| Ardenza    | 1        | 4             | 3           |
| San Jacopo | 0        | 2             | 5           |
| Labrone    | 0        | 0             | 1           |

|            | Vittorie | Secondo posto | Terzo posto |
| ---------- | -------- | ------------- | ----------- |
| Ardenza    | 9        | 10            | 11          |
| San Jacopo | 9        | 4             | 2           |
| Labrone    | 7        | 3             | 8           |
| Salviano   | 3        | 6             | 7           |
| Ovo Sodo   | 2        | 5             | 3           |
| Pontino    | 2        | 3             | 0           |
| Borgo      | 1        | 0             | 2           |
| Venezia    | 0        | 2             | 0           |

## Coppa Barontini
La Coppa Ilio Barontini è una delle gare remiere livornesi che si svolge solitamente nel mese di giugno.
Diversamente da tutte le altre gare remiere livornesi la gara si disputa a cronometro: le imbarcazioni delle cantine remiere partono a intervalli stabiliti una dietro l'altra con l'obiettivo di finire il circuito nel minor tempo possibile.
Oltre alla gara dei gozzi a 10 remi si svolge regolarmente anche la competizione delle gozzette a 4 remi denominata Trofeo Edda Fagni.
Il circuito di gara (3.200 metri) è rappresentato dai fossi Medicei del centro storico di Livorno ed è lo stesso sia per la Coppa Ilio Barontini sia per il trofeo Edda Fagni.
Partenza e arrivo sono davanti agli scali delle Cantine con il seguente percorso:
- Scali delle Cantine (partenza)
- Scali del Pontino
- Scali Reali
- Scali Rosciano
- Darsena Vecchia
- Ponte Nuovo
- Scali D’Azeglio
- Scali Aurelio Saffi
- Voltone (sotto Piazza della Repubblica)
- Scali delle Cantine (arrivo).

### Storia
La Coppa Barontini nasce nel 1967 su proposta di Renato Tedeschi, allora segretario del Pci della sezione del quartiere San Marco Pontino di Livorno. Vedendosi ostacolato dagli enti locali, Tedeschi scrisse una lettera direttamente al Presidente della Repubblica, Giuseppe Saragat, per chiedere il permesso di dedicare una gara remiera a Ilio Barontini, ferroviere antifascista, fondatore insieme con Antonio Gramsci del partito comunista e deputato dell’Assemblea costituente. Saragat approvò il progetto e nel 1967 si tenne la prima edizione della Coppa Barontini. La sua impostazione diversa dalle altre gare remiere della città, la rese subito un importante evento non solo sportivo, ma di aggregazione sociale e politica. La sua particolare formula a cronometro che attraversa i fossi della città di Livorno, permise una grande affluenza di pubblico sin dalle prime edizioni. Inizialmente la gara si svolgeva in orario diurno ma dal 1983, per venire incontro alle esigenze comunali, venne spostata in serata. Questa novità accrebbe anche l'interesse per la gara, che si fece conoscere anche al di fuori del contesto locale. La coppa Barontini prevedeva anche una serie di attività connesse che ricoprivano vari ambiti della vita cittadina. Nel 1991 l’organizzazione, fino ad allora gestita dal Pci, fu assegnata al comune e alle varie associazioni sportive partecipanti. Da allora, la competizione non ha subito più modifiche di percorso o di orario, e continua a essere uno degli eventi principali della città.

### Il luogo: i fossi livornesi
La coppa Barontini segue un percorso di 3200 metri, che attraversa diversi quartieri della città di Livorno seguendo i "fossi", ovvero i canali che si intersecano nel centro città. La partenza e l’arrivo coincidono così da formare un anello, che parte dagli Scali delle cantine nel quartiere Pontino, attraversa il quartiere Venezia, e prosegue nelle acque interne del porto, davanti alla Fortezza Vecchia. Dopo un breve tratto in mare, il percorso rientra nei fossi attraversando il quartiere Ovo Sodo, per poi puntare nel tratto finale nuovamente verso la Fortezza Nuova nel quartiere pontino, superando la Piazza della Repubblica, fino a concludere il percorso nell'ampio spazio marino successivo.

### Albo d'oro
|            | Vittorie | Secondo posto | Terzo posto |
| ---------- | -------- | ------------- | ----------- |
| Venezia    | 19       | 11            | 5           |
| Pontino    | 15       | 5             | 10          |
| Borgo      | 7        | 6             | 12          |
| Ovo Sodo   | 6        | 13            | 6           |
| Ardenza    | 2        | 10            | 6           |
| Salviano   | 1        | 1             | 7           |
| San Jacopo | 0        | 3             | 4           |
| Labrone    | 0        | 1             | 0           |

|            | Vittorie | Secondo posto | Terzo posto |
| ---------- | -------- | ------------- | ----------- |
| Venezia    | 14       | 5             | 8           |
| Ovo Sodo   | 6        | 11            | 6           |
| Pontino    | 6        | 9             | 4           |
| Borgo      | 3        | 3             | 5           |
| Labrone    | 2        | 2             | 0           |
| Salviano   | 1        | 3             | 2           |
| San Jacopo | 1        | 1             | 1           |
| Ardenza    | 1        | 0             | 7           |

## Palio Marinaro
Il Palio Marinaro è l'ultima competizione delle gare remiere livornesi e si svolge tra la fine di giugno e l'inizio di luglio.
Oltre alla gara dei gozzi a 10 remi si svolge regolarmente anche la competizione delle gozzette a 4 remi denominata "Mini Palio".
Il Palio Marinaro si svolge nel tratto di mare davanti alla Terrazza Mascagni in un percorso di circa 2000 metri che si estende tra i Bagni Pancaldi e l’acquario.
La partenza viene data con lo sparo di inizio e la gara dura all’incirca dieci minuti.
La gara è caratterizzata dall'essere effettuata lungo delle corsie immaginarie delimitate da delle boe attorno alle quali le imbarcazioni devono girare per tre volte (giro di boa) lungo il percorso. Per questo motivo prima della gara un momento importante è il sorteggio dei numeri di boa, che potrebbero influenzare positivamente o negativamente l'andamento della gara per le imbarcazioni.
Ai vincitori, oltre alle coppe, spetta il giro d’onore lungo i Fossi. Alla cantina che riesce a raggiungere per prima il traguardo di tre edizioni vinte (non necessariamente consecutive) spetta un simbolico drappo dipinto per l’occasione da un artista.

### Albo d'oro
|            | Vittorie | Secondo posto | Terzo posto |
| ---------- | -------- | ------------- | ----------- |
| Venezia    | 30       | 19            | 20          |
| Borgo      | 20       | 18            | 17          |
| Ovo Sodo   | 10       | 12            | 11          |
| Pontino    | 7        | 16            | 8           |
| Ardenza    | 6        | 2             | 10          |
| Salviano   | 4        | 4             | 4           |
| Labrone    | 1        | 1             | 0           |
| San Jacopo | 0        | 4             | 5           |

|            | Vittorie | Secondo posto | Terzo posto |
| ---------- | -------- | ------------- | ----------- |
| Salviano   | 14       | 14            | 15          |
| Ardenza    | 13       | 11            | 10          |
| Labrone    | 12       | 12            | 18          |
| San Jacopo | 10       | 7             | 9           |
| Venezia    | 6        | 7             | 6           |
| Pontino    | 5        | 4             | 3           |
| Ovo Sodo   | 4        | 9             | 6           |
| Borgo      | 3        | 3             | 1           |

## Albo d'oro delle gare remiere
|            | Palio Marinaro | Coppa Barontini | Coppa Risi'atori | Giostra dell'Antenna | Totale Trofei |
| ---------- | -------------- | --------------- | ---------------- | -------------------- | ------------- |
| Venezia    | 30             | 19              | 18               | 6                    | 73            |
| Borgo      | 20             | 7               | 7                | 1                    | 35            |
| Pontino    | 7              | 15              | 5                | 3                    | 30            |
| Ovo Sodo   | 10             | 6               | 3                | 1                    | 20            |
| Salviano   | 4              | 1               | 5                | 2                    | 12            |
| Ardenza    | 6              | 2               | 1                | 0                    | 9             |
| Labrone    | 1              | 1               | 0                | 0                    | 2             |
| San Jacopo | 0              | 0               | 0                | 1                    | 1             |

|            | Palio Marinaro | Trofeo Edda Fagni | Coppa Risi'atori | Giostra dell'Antenna | Totale Trofei |
| ---------- | -------------- | ----------------- | ---------------- | -------------------- | ------------- |
| Ardenza    | 13             | 1                 | 9                | 5                    | 28            |
| Labrone    | 12             | 2                 | 7                | 1                    | 22            |
| San Jacopo | 10             | 1                 | 9                | 1                    | 21            |
| Venezia    | 6              | 14                | 0                | 0                    | 20            |
| Salviano   | 14             | 1                 | 3                | 1                    | 19            |
| Pontino    | 5              | 6                 | 2                | 0                    | 13            |
| Ovo Sodo   | 4              | 6                 | 2                | 0                    | 12            |
| Borgo      | 3              | 3                 | 1                | 1                    | 8             |